# 아승기
아승기(阿僧祇)는 불경 ‘화엄경’에서 나온 산스크리트어 asaṃkhya (또는 아산키야 asaṃkhyeya, asankhyeya (Sanskrit: असंख्येय)를 음역한 말로 승기, 아승기야(阿僧祇耶)라고도 한다. 무수겁(無數劫), 헤아릴 수 없는 많은 시간을 뜻한다. 수리적으로는 1056을 뜻한다. 
80 권본 대방광불화엄경(大方廣佛華嚴經) 제 30 아승기품에서는 아승기는 124 개의 큰 수 단위 중 제 105 번째의 수의 단위로 {\displaystyle 10^{(7\cdot 2^{103})}}이다. 참고로 여기에서 나유타는 제 4 번째의 수의 단위로 {\displaystyle 10^{(7\cdot 2^{2})}} 즉 {\displaystyle 10^{28}}이다.
다만 60 권본 대방광불화엄경(大方廣佛華嚴經) 제 25 심왕보살문아승기품(心王菩薩問阿僧祇品)
에 의하면 아승기는 121 개의 큰 수 단위 중 제 103 번째의 수의  단위로 {\displaystyle 10^{(10\cdot 2^{102})}} 즉 {\displaystyle 10^{(5\cdot 2^{103})}}
가 된다. 참고로 여기에서 나유타는 제 3 번째의 수의 단위로 {\displaystyle 10^{(10\cdot 2^{2})}} 즉 {\displaystyle 10^{40}}이다.